# Симойнс, Карлос
Карлос Симо́йнс (порт.-браз. Carlos Simões; 10 мая 1924, Рио-де-Жанейро — 12 октября 1982) — бразильский футболист, нападающий.

## Карьера
Карлос Симойнс начал карьеру в клубе «Флуминенсе» в возрасте 8 лет. Одновременно он работал клерком в банке Borges. 26 марта 1944 года футболист дебютировал в основном составе команды в матче с «Мадурейрой» (1:1). 29 апреля он забил первый мяч за «Флуминенсе», поразив ворота «Ботафого». В 1946 году Симойнс выиграл с командой чемпионат штата, а годом позже Муниципальный турнир в Рио-де-Жанейро. В 1949 году Карлос перешёл в «Сантос», где провёл 14 матчей и забил 5 голов.
В середине 1949 года Симойнс стал игроком «Бангу», где дебютировал 18 сентября в матче с «Канто до Рио» и в котором забил два гола, принёсшие победу его команде со счётом 3:1. Уже во втором сезоне Карлос стал лучшим бомбардиром команды с 14 голами, а всего за клуб он провёл 25 матчей и забил 19 голов. Годом позже Симойнс перешёл в «Бонсусессо», за который забил 19 голов.
В марте 1952 года Карлос возвратился во «Флуминенсе» и в первом же матче после прихода забил гол, поразив ворота «Палмейраса» (2:2). Он играл за клуб два сезона, проведя, в общей сложности 205 матчей и забив 90 голов. Последний матч в футболке «Флуминенсе» Симойнс сыграл 25 октября 1953 года с «Америкой» (6:1). Годом позже форвард стал игроком «Америки», за которую забил 7 голов в турнире Рио-Сан-Паулу, став лучшим бомбардиром соревнования вместе с Дино да Костой. А всего за клуб Карлос отличился 12 раз. Завершил карьеру Симойнс в «Оларии» в 1956 году.

## Достижения

### Командные
- Чемпион штата Рио-де-Жанейро: 1946
- Победитель Муниципального турнира в Рио-де-Жанейро: 1948
- Обладатель Кубка Рио: 1952

### Личные
- Лучший бомбардир турнира Рио — Сан-Паулу: 1954 (7 голов)